# Dekameron
Dekameron je prvo veliko delo italijanske pripovedne proze. Avtor dela je znani renesančni umetnik in tudi utemeljitelj novele Giovanni Boccaccio, ki je snov zanj jemal iz del rimskega pisca Apuleja. Delo je nastajalo med letoma 1348 in 1353, prvič pa je bilo natisnjeno skoraj sto let po pisateljevi smrti. Vsebuje sto novel, kar nakazuje tudi naslov - Dekameron (iz gr. deka hemarai, kar bi lahko prevedli kot desetdnevnica). Novele združuje enoten okvir - zbirka se začne z mojstrskim realističnim opisom strašne kuge, ki je leta 1348 prizadela Firence in Italijo. Deset mladih ljudi - 7 deklet in trije fantje - se odloči zapustiti okuženo mesto. Zatečejo se v podeželsko vilo, čas pa si, po predlogu ene izmed deklet, krajšajo s pripovedovanjem zgodb. Vsak dan vsak med njimi pove eno zgodbo. Ker je pripovedovalcev deset, nastane v desetih dneh 100 zgodb oz. novel. Vsak dan, razen prvega in devetega, je namenjen temi, ki jo določi »kralj« oz. »kraljica« dneva. V ospredju večine novel je čutna ljubezen, prikazana v najrazličnejših življenjskih položajih. Boccaccio poveličuje človečnost, naravnost, spontanost in svobodo, kar je povezano z veliko gospodarsko močjo Firenc pisateljevega časa. Dekameron je več stoletij vplival na italijansko pa tudi širše evropsko prozno književnost. 
Po mnenju strokovnjakov je najpomembnejši del Dekamerona Novela o sokolu.